# Helgrindur
Le Helgrindur est un volcan d'Islande situé dans la péninsule de Snæfellnes.

## Géographie
Situé entre le Snæfellsjökull et le Ljósufjöll, les deux autres volcans de la péninsule de Snæfellnes, le Helgrindur est un volcan d'Islande. Son sommet culmine à 988 m. 

## Géologie
Issu d'un système volcanique fissural long de 30 km et large de 2 à 3 km, le volcan a été actif principalement durant les dernières périodes glaciaires avec des émissions de magma surtout rhyolitique et occasionnellement basaltique.    

## Histoire
Le volcan a connu deux petites éruptions durant l'Holocène, mais aucune durant les temps historiques. La plus importante a produit un champ de lave de 7 à 8 km2 sur environ 3 km. 